# Escola Técnica Estadual Parobé
A Escola Técnica Estadual Parobé, também chamada Centro Tecnológico Estadual Parobé é uma instituição de ensino médio e técnico pública estadual brasileira, com sede em Porto Alegre, no Rio Grande do Sul. É uma das instituições de ensino públicas brasileiras mais antigas.

## História
Foi fundado em 1 de julho de 1906 pelo professor-engenheiro João José Pereira Parobé, diretor da Escola de Engenharia, com o apoio e participação de diversos colegas professores. Nomeado inicialmente Escola Benjamin Constant, mais tarde Instituto Parobé, em 1917, destinado à formação de jovens masculinos de famílias pobres com ensino de construções mecânicas, marcenaria e carpintaria, artes gráficas e artes do edifício. Destinava-se também à população de baixa renda e o ensino, gratuito, era em regime de internato. Em iniciativa pioneira, em 1920, foi criada uma seção feminina, para preparar condutoras de trabalhos domésticos e rurais.
Entre 1908 e 1928 o Instituto funcionava nos prédios hoje denominados Château e Castelinho e, ainda, em outros pavilhões posteriormente demolidos, mas a expansão de suas atividades obrigou à construção de outra sede do Instituto, que mudou-se para ali em 1928, fazendo parte do conjunto de prédios históricos da Universidade Federal do Rio Grande do Sul. O projeto é do arquiteto Chrétien Hoogenstraaten, e sua construção levou de 1925 a 1928. 
Recebeu o título de Escola Técnica junto ao nome ao passar para o controle do Estado.
Na década de 1970, com a separação dos ensino técnico do ensino secundário (hoje ensino médio), a Escola passou a abrigar, separadamente, turmas de segundo grau sem qualquer tipo de educação profissional em suas dependências, mas sempre mantendo o foco na área técnica. Além de escola, também é um importante centro de pesquisas e desenvolvimento de tecnologias.
Está hoje localizada na Avenida Loureiro da Silva (Primeira Perimetral), no bairro Praia de Belas, bem próxima dos limites desse com o Centro Histórico.
Em 2006, quando dos festejos do centenário, a Escola passou a expor um busto de seu patrono no pátio principal.

## Ensino
- Ensino Médio
- Técnico em Mecânica
- Técnico em Eletrônica
- Técnico em Eletrotécnica
- Técnico em Edificações
- Técnico em Estradas